# الهماص
قرية الهماص هي إحدى القرى التابعة لمركز المنشأة بمحافظة سوهاج في جمهورية مصر العربية. حسب إحصاءات سنة 2006، بلغ إجمالي السكان في الهماص 3800 نسمة، منهم 1799 رجل و2001 امرأة.